# Janusz Bieniak
Janusz Stanisław Bieniak (ur. 1 października 1927 w Warszawie, zm. 28 lipca 2025) – polski historyk (mediewista) specjalizujący się w tematyce dotyczącej historii Polski średniowiecznej oraz naukach pomocniczych historii, m.in. genealogii, heraldyce, dyplomatyce i źródłoznawstwie, profesor nauk humanistycznych, wykładowca Uniwersytetu Mikołaja Kopernika w Toruniu.

## Życiorys
Urodził się w Warszawie w rodzinie o tradycjach ziemiańskich, jednak całe życie związał z Toruniem. Był synem Mariana. W roku 1946 ukończył Liceum Ogólnokształcące im. Stefana Żeromskiego w Toruniu, latach 1947–1951 studiował historię pod kierunkiem mediewisty profesora Bronisława Włodarskiego. W trakcie studiów uczęszczał też na wykłady profesora Henryka Elzenberga z filozofii starożytnej. 
W latach 1949–1958 pracował w Małym Seminarium OO Redemptorystów, jako nauczyciel historii, oraz w Muzeum Okręgowym w Toruniu. W marcu 1958 powrócił na toruńską uczelnię, przechodząc kolejne etapy kariery uniwersyteckiej (w 1960 obronił rozprawę doktorską, a w 1968 uzyskał stopień doktora habilitowanego w zakresie historii średniowiecznej oraz nauk pomocniczych historii), zwieńczone profesurą w 1982 roku.
Od 1986 do przejścia na emeryturę (1998 r.) kierował Zakładem Nauk Pomocniczych Historii w Instytucie Historii i Archiwistyki UMK.
Członek toruńskiego oddziału Klubu Inteligencji Katolickiej. W latach 1984–1985 był wicedyrektorem do spraw dydaktycznych w IHiA UMK. Członek Rady Konsultacyjnej przy Przewodniczącym Rady Państwa gen. Wojciechu Jaruzelskim (1986-1989). Przewodniczący Komisji Genealogii i Heraldyki Zarządu Głównego Polskiego Towarzystwa Historycznego.
Jego żoną była Stefania Szczepkowska, córka Józefa Szczepkowskiego, superintendenta Kościoła Metodystycznego w PRL.